# Schloss Montglat

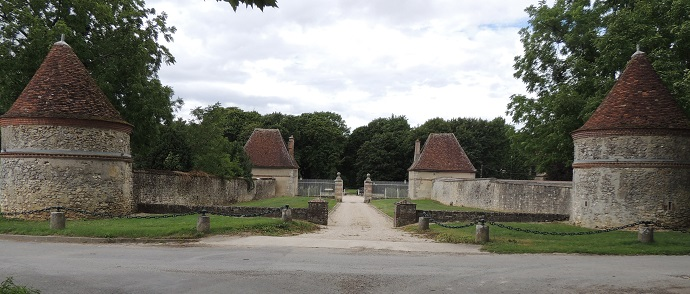
Schloss Montglat, 2 Rundtürme und dann 2 quadratische Pavillons auf beiden Seiten am Zugang zum Schlossgelände

Die Schloss Montglat (früher auch Montglas genannt) befindet sich in Cerneux, das an der heutigen Route nationale 4 von Paris nach Nancy, rund 90 Kilometer östlich der Hauptstadt liegt. Das Schloss liegt westlich des Ortes.
Eine Burg Montglat existierte bereits im 13. Jahrhundert und wurde im 17. Jahrhundert zum Schloss umgebaut. Heute existiert nur noch der Nordflügel dieses Schlosses, dessen drei Seiten sich damals nach Westen öffneten. Von der mächtigen mittelalterlichen Burg sind noch die Kapelle und einige andere Überreste erhalten. Zudem existiert noch das Taubenhaus des Schlosses, dessen Bau ebenfalls aus dem 17. Jahrhundert zu stammen scheint, und der in sehr gutem Zustand erhalten geblieben ist; während dessen obere Ebene für die Tauben reserviert ist, dient die erste, halb unterirdische Ebene als Käserei.
Das Schloss wurde 1990 als Monument historique eingestuft.

## Geschichte
Die Geschichte der Burg Montglat ist seit dem 13. Jahrhundert eng mit der Geschichte des Ortes Cerneux verbunden. Die Herrschaft Montglat, die sich schon sehr früh im Besitz von Mitgliedern des königlichen Gefolges befand, gewann in der Mitte des 15. Jahrhunderts an Bedeutung: als sich der Hundertjährige Krieg seinem Ende näherte, erwarb einer der Hauptverantwortlichen für die französischen Siege, Jean Bureau, der Großmeister der Artillerie Karls VII., das Land Cerneux, das sein Sohn Pierre erbte. Dieser, der keine Nachkommen hatte, testierte zugunsten seines Schwagers Geoffroy Cœur, Sohn von Jacques Cœur, dem Grand Argentier du Roi und Ehemann von Isabeau Bureau, und Guillaume Dauvet. Ihre Familien ließen sich in Montglat und Umgebung nieder, insbesondere in den benachbarten Orten Champcenest und Les Marêts.
Germaine Coeur (* um 1475; † 9. Dezember 1526), Tochter von Geoffroy und Dame de Montglat, heiratet Louis de Harlay († 1544), dessen Nachkommen (Jacques († kurz nach 1559), Robert (der Ältere, † 1609) und Robert (der Jüngere, † 1612), Grand Louvetier de France) die Herrschaft in der Familie hielten.
Jeanne de Harlay († 1643), Schwester von Robert dem Jüngeren und Baronne de Montglat als dessen Erbin, heiratete 1598 Hardouin de Clermont († 1633), Seigneur de Saint-Georges aus der Familie Clermont-d’Amboise, die das Lehen bis zur Revolution besaß und für die es in ein Marquisat umgewandelt wurde:
- Françoise-de-Paule de Clermont (1620–1675), Marquis de Montglat, Grand-Maître de la Garde-robe du Roi, deren Sohn; ⚭ Cécile Elisabeth de Hurault de Cheverny († 1695), Tochter von Henri de Hurault, Comte de Cheverny, Enkelin des Kanzlers Philippe Hurault de Cheverny
- Louis de Clermont (1645–1722), Marquis de Montglas, Comte de Cheverny, Botschafter in Österreich, Dänemark und Venedig, deren Sohn; ⚭ Marie Johanne de La Carre (um 1652–1727)
- Jean-Baptiste Louis de Clermont-d’Amboise (1702–1761), Comte de Clermont d’Amboise, Marquis de Reynel et de Montglat, Comte de Chevreny, ein entfernter Verwandter der vorigen; ⚭ Marie-Sylvie (alias Charlotte) de Rohan-Chabot (1729–1807)
- Jean-Baptiste Charles François de Clermont d’Amboise (1728–1792), Marquis de Reynel et de Montglat, deren Sohn

Weitere Familienmitglieder waren ebenfalls eng mit dem Hof des Königs verbunden:
- Françoise de Longuejoue, die Ehefrau des älteren Robert de Harlay und enge Vertraute Heinrichs IV., wird zur Madame de Montglat. Sie wurde vom König zur Gouvernante der königlichen Kinder Frankreichs ernannt.
- Ihre Tochter Jeanne de Harlay, die erwähnte Erbin von Montglat, wurde mit der gleichen Aufgabe bei der Grande Mademoiselle betraut. Ihre Memoiren berichten von mehreren Stationen und Aufenthalten in Montglat.
- Eine weitere Madame de Montglat war unter Ludwig XIV. die Geliebte von Roger de Bussy-Rabutin (1618–1693), der sie sie unter dem Namen Bélise in seiner Histoire amoureuse des Gaules (1665) führt – und damit offenbar Cécile Elisabeth de Hurault de Cheverny meint, die Ehefrau von Françoise-de-Paule de Clermont, Marquis de Montglat.